# Aage Ingerslev
Aage Ingerslev (født 10. oktober 1933, død 14. januar 2003) var en dansk skakspiller, der var blandt de stærkeste skakspillere i Danmark i 1950'erne, og han fik sølv under Danmarksmesterskabet i skak i 1957.

## Karriere
Ingerslev blev født ind i en lægefamilie i Hjørring, og lærte tidligt at spille skak. Han læste medicin på Aarhus Universitet, men i fritiden spillede han skak. I 1954 kvalificerede han sig til at deltage ved Skakolympiaden 1954 i Amsterdam, men meldte afbud for at fokusere på sit studie. Han deltog dog i Skakolympiaden 1956 i Moskva, men han blev valgte læge-karrieren og blev aldrig professionel skakspiller. Han deltog ved DM i skak igen i 1974, hvor han fik en andenplads selv efter flere års fravær. Han spillede dog en del korrespondanceskak, og deltog i flere turneringer og vandt et danmarksmesterskab. Han havde til tider gang i op mod 100 partier på én gang.
Han døde 69 år gammel i 2003 efter længere tids kræftsygdom.

## Resultater
Aage Ingerslev spillede for Danmark ved skakolympiade:
- I 1956 på fjerde bræt ved OL i Moskva (+2, =5, -5).

Aage Ingerslev spillede for Danmark ved Nordic Chess Cup:
- I 1972 på fjerde bræt i Großenbrode (+1, =3, -0) og holdet vandt sølv.

Aage Ingerslev spillede for Danmark ved Clare Benedict Cup:
- I 1973 på reservebræt i Gstaad (+1, =4, -0) og holdet vandt bronze.

I 1994 modtog han titlen International Correspondence Chess Master (IM).